# Dwangwa Airport
Dwangwa Airport är en flygplats i Malawi.   Den ligger i regionen Central Region, i den centrala delen av landet, sydost om Dwangwa. Dwangwa Airport ligger 491 meter över havet.
Runt Dwangwa Airport är det ganska tätbefolkat, med 83 invånare per kvadratkilometer. Omgivningarna runt Dwangwa Airport är en mosaik av jordbruksmark och naturlig växtlighet.